# 양산 통도사 서운암 동궁어필
양산 통도사 서운암 동궁어필(梁山 通度寺 瑞雲庵 東宮御筆)은 대한민국 경상남도 양산시 하북면, 통도사에 있는 책이다. 2018년 12월 20일 경상남도의 유형문화재 제640호로 지정되었다.

## 지정 사유
「동궁어필」은 세자의 글씨를 의미하는데, 여기서는 사도세자(思悼世子: 1735-1762)를 나타내는 것으로 사도세자의 글씨첩을 말한다. 동궁이란 왕세자를 칭하기도 하고 또는 세자가 거처하는 곳을 동궁이라고 한다. 조선왕조실록의 기록과 능허관만고의 내용을 대조해 볼 때, 「양산 통도사 서운암 동궁어필」은 사도세자가 자신이 지은 글을 직접 쓴 작품이라고 판단된다. 그러므로 사도세자가 14세에 쓴 이른 시기의 친필 작품이라는 사실과 능허관만고에 수록되지 않은 시 작품들이 수록되어 있다는 점을 고려할 때, 자료적 가치가 있으므로“경상남도 유형문화재”로 지정한다.

## 같이 보기
- 조선 장조

## 참고 문헌
- 양산 통도사 서운암 동궁어필 - 국가유산청 국가유산포털